# Heinrich Popow
Heinrich Popow (* 14. Juli 1983 in Abai, Kasachische SSR, Sowjetunion) ist ein ehemaliger deutscher Leichtathlet der Startklasse T42, spezialisiert auf Sprint und Weitsprung. Er ist mehrfacher Paralympics-Sieger, mehrfacher Welt- und Europameister mit insgesamt 29 Medaillen sowie aktueller Weltrekordler im 100-Meter-Sprint und im Weitsprung.

## Sportliche Erfolge

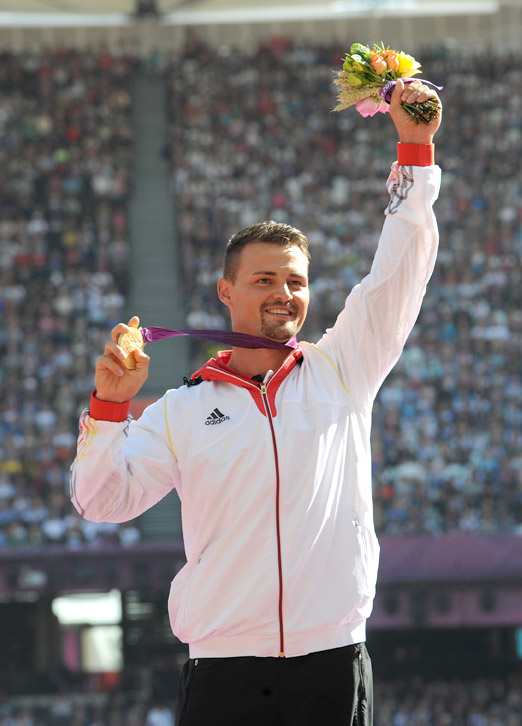
Heinrich Popow bei den Paralympics 2012

Heinrich Popow begann seine Leistungssportkarriere 2001 beim TSV Bayer 04 Leverkusen. Ausgangspunkt war eine Einladung zum Leichtathletiktraining bei Bayer 04, bei der Popow mit sehr guten Laufzeiten überzeugte. Später trainierte er unter Trainer Karl-Heinz Düe zusammen mit den Siebenkämpferinnen um die Olympiateilnehmerin Jennifer Oeser.
Bei den Leichtathletik-Weltmeisterschaften in Lille 2002 errang Heinrich Popow Bronze im Weitsprung und etablierte sich damit an der Weltspitze. Bei seinen ersten Paralympics in Athen 2004 holte er über 100 und 200 Meter sowie im Weitsprung dreimal Bronze. Popow steigerte seine Leistung über 100 Meter bei den Paralympics in Peking 2008 und gewann mit einer Zeit von 12,98 s die Silbermedaille.
Bei den Paralympics 2012 in London holte Heinrich Popow schließlich Gold über 100 Meter. Bereits im Vorfeld hatte Popow einen Sieg über die 100 Meter als sein sportliches Ziel erklärt. Im Olympic Stadium setzte er sich in 12,40 s gegen den Australier Scott Reardon und seinen deutschen Mannschaftskollegen Wojtek Czyz durch.
Beim integrativen Leichtathletiksportfest von Bayer Leverkusen im Juli 2013 stellte Popow einen neuen Weltrekord über 100 Meter bei zulässigem Rückenwind von 1,2 Meter/Sekunde in 12,11 Sekunden auf. Damit verbesserte er die 17 Jahre alte Bestmarke von Earle Connor um drei Hundertstelsekunden. Bei den Paralympics 2016 in Rio holte Popow die Goldmedaille im Weitsprung in neuem Paralympischen Rekord von 6,70 Metern. Dies waren nur wenige Zentimeter weniger als bei seinem Weltrekord wenige Tage vorher am 20. August beim Leichtathletik-Meeting in Hachenburg mit 6,77 Metern. Bei den Europameisterschaften 2018 in Berlin gewann Popow Silber. Danach beendete er seine Karriere.

## Kindheit und Beruf
Im Alter von sieben Jahren kam Heinrich Popow mit seiner Familie aus Kasachstan nach Deutschland. Er wuchs in Hachenburg (Westerwald) auf. Mit neun Jahren amputierten Ärzte sein linkes Bein bis zum Oberschenkel (Knieexartikulation) infolge eines Ewing-Sarkoms in der linken Wade. In Interviews betont der Leichtathlet, dass die Amputation für seine Eltern schwieriger war als für ihn selbst. Seine größte Sorge sei damals gewesen, dass er nicht mehr wie vorher Fußballspielen könne. Heinrich Popow beschreibt sich selbst als sportbegeistert. Nach seiner Amputation probierte er diverse Sportarten aus, bis er 2001 zur Leichtathletik kam. Seitdem startet er für TSV Bayer 04 Leverkusen. Bis Ende Juli 2014 arbeitete Heinrich Popow halbtags als IT-Systemadministrator bei der Bayer 04 Leverkusen Fußball GmbH. Im August 2014 begann er eine Ausbildung zum Orthopädietechniker. Popow arbeitet als Orthopädietechniker im Beziehungsmanagement des Prothesenherstellers Ottobock, wo er zuvor langjähriger Botschafter war.

## Nachwuchsarbeit
Neben seiner sportlichen Karriere leistet Heinrich Popow Motivations- und Nachwuchsarbeit. In Krankenhäusern besucht er Betroffene und motiviert sie zum Sport nach der Amputation. In seinem Verein TSV Bayer 04 Leverkusen ist er Mentor für mehrere Nachwuchsathleten und gibt ihnen Tipps für ihre sportliche Laufbahn. Um junge Leichtathletiktalente zu erreichen, setzt Popow stark auf die sozialen Medien.
Am 8. November 2020 gründete Popow in Stuttgart mit Niko Kappel den Verein zur Förderung talentierter junger Sportler und Sportlerinnen im Bereich der Para-Leichtathletik, der durch Sichtung Talente entdecken und gezielt unterstützten soll.

## Popularität und Positionierung

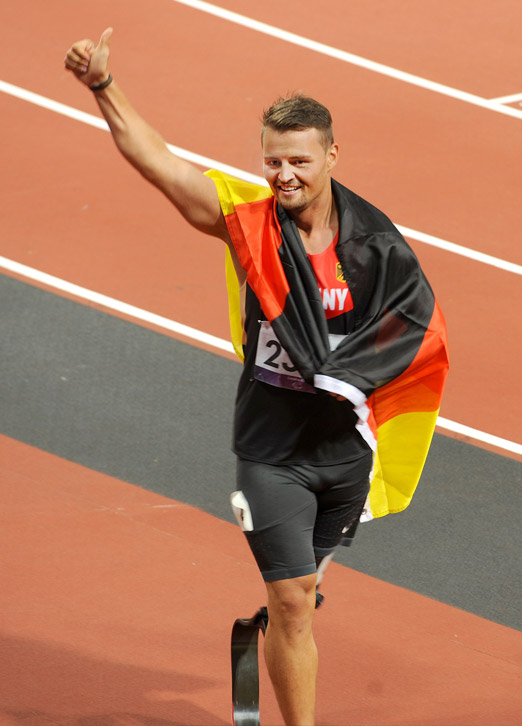
Paralympics 2012: Heinrich Popow nach dem Sieg über 100 Meter

Auf Facebook ist Heinrich Popow einer der bekanntesten deutschen Leichtathleten. Die Zahl seiner Fans wächst stetig. Mit seinen klaren Äußerungen wurde er „zum wohl beliebtesten Paralympier Deutschlands“ (Ronny Blaschke: ). Von den Medien häufig zitiert, wurde Heinrich Popow zu einer gefragten Stimme des paralympischen Sports. Insgesamt plädiert Popow für eine bessere Förderung des paralympischen Breitensports. Der Leverkusener fordert „Respekt und Anerkennung“ (sport1.de: ) für paralympische Athleten; gleichzeitig verlangt er eine Professionalisierung des Sports. In der Diskussion um höhere Prämien für paralympische Athleten verteidigte Popow die im Vergleich zu Olympiagewinnern geringeren Prämien. Er begründete seine Aussagen mit der schwächeren Konkurrenz innerhalb der Paralympics. Popow sprach sich zudem für die Trennung von Olympia und Paralympics aus, weil bei einer Zusammenlegung die Paralympics zu stark im Schatten von Olympia stehen würden. Im Januar 2014 wurde Heinrich Popow als eines von acht Testimonials der Nationalen Anti-Doping-Agentur Deutschland vorgestellt. Unter dem Slogan „Alles geben, nichts nehmen“ tritt er für einen sauberen Sport ein. Neben Heinrich Popow engagieren sich Sportler wie Wladimir Klitschko, Anni Friesinger und Tobias Angerer für die Kampagne.
In der Debatte um gemeinsame Wettkämpfe von Behinderten und Nichtbehinderten bezog Heinrich Popow in einem Interview mit der Süddeutschen Zeitung Stellung. Aus seiner Sicht verdiene die paralympische Bewegung eigenständige Wettkämpfe, um die Vielfalt der Sportarten und der Sportler und ihrer persönlichen Hintergründe zu erhalten. Nachdem sein unterschenkelamputierter Teamkollege Markus Rehm bei den deutschen Meisterschaften 2014 in Ulm den Titel im Weitsprung holte, der Deutsche Leichtathletik-Verband (DLV) ihn aber anschließend nicht zu den Leichtathletik-Europameisterschaften nominiert hatte, war eine intensive Debatte darüber entbrannt, ob Athleten, die mit Prothese antreten, einen Vorteil gegenüber Nichtbehinderten haben.
2017 nahm er als Kandidat an der 10. Staffel der Tanzshow Let’s Dance teil und belegte am Ende den sechsten Platz. Seine Tanzpartnerin war Kathrin Menzinger.

## Nominierungen und Auszeichnungen
2002 wurde er im Rahmen des Juniorsportler des Jahres mit dem Sonderpreis Behindertensport ausgezeichnet.
Für seine Medaillen bei den Paralympics wurde Heinrich Popow mehrmals mit dem Silbernen Lorbeerblatt geehrt. Diese Auszeichnung wird vom Bundespräsidenten der Bundesrepublik Deutschland verliehen. Im November 2012 wird Heinrich Popow für seine Erfolge in London ein weiteres Mal ausgezeichnet.
2011 war er einer aussichtsreichsten Kandidaten für die Wahl zum Behindertensportler des Jahres. Nach seinen Erfolgen bei den Paralympics in London war Popow 2012 erneut für diesen Preis nominiert, ausgezeichnet wurde jedoch der Tischtennisspieler Jochen Wollmert.